# لنارت فن لیروپ
لنارت فن لیروپ (هلندی: Lennart van Lierop؛ زادهٔ ۲۰ مهٔ ۱۹۹۴) قایقران روئینگ اهل هلند است.
وی در مسابقات کشوری و بین‌المللی در مجموع برندهٔ ۳ مدال طلا، ۲ مدال نقره شده است.